# Cyclopia
Honeybush
Genre

Distribution naturelle du genre.

Cyclopia, le Honeybush en anglais ou 'Heuningbos' en Afrikaans, parfois en français 'buisson à miel', est un genre de plantes à fleurs de la famille des Fabaceae habituellement utilisées comme infusion à la manière du thé. Il pousse dans diverses régions méridionales d'Afrique du Sud, et est apparenté au rooibos.
Le Honeybush est ainsi dénommé parce que ses fleurs ont une odeur de miel. Le goût est proche de celui du rooibos, mais en plus doux.

## Espèces commercialisées
23 espèces de buissons à miel ont été identifiées dans la nature ou 24, mais seules 4 ou 5 ont fait l'objet d'une commercialisation. Celles-ci sont :
- Cyclopia intermedia, connu sous le nom de 'bergtee' (thé de montagne), que l'on peut trouver entre Port Elizabeth et le Langkloof ;
- Cyclopia subternata, connu sous le nom de 'vleitee' (thé de plaine) ou 'valleitee' (thé de vallée)
- Cyclopia genistoides, connu sous le nom de 'kustee' (thé côtier), dans la province du Cap-Occidental à proximité d'Yserfontein et Darling, voire plus au sud où il est cultivé[2] ;
- Cyclopia sessiliflora, connu sous le nom de 'Heidelberg-tee' (thé de Heidelberg), dans la zone de montagne à proximité de la ville de Heidelberg, dans la province du Cap-Occidental, en Afrique du Sud ;
- Cyclopia maculata[4], dans les monts Outeniqua à proximité de George[5].

## Divers
Certaines espèces sont cultivées alors que d'autres n'ont jamais pu faire l'objet de culture et doivent être récoltées dans la nature. Par exemple, Cyclopia intermedia (le thé de montagne) est récolté dans les monts Kouga où il pousse naturellement. Le thé de montagne se régénère en trois années après la récolte ou un incendie. Les récoltes s'y font donc par une rotation triennale.
Le thé de montagne et le thé de vallée fleurissent en septembre / octobre alors que le thé côtier fleurit en mai / juin. S'agissant de l'hémisphère sud, ces floraisons sont donc printanières.

## Traitement des feuilles

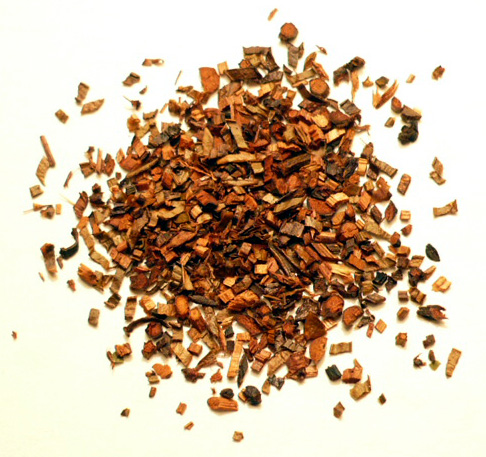
Feuilles de Honeybush.

Il y a deux méthodes pour conditionner le buisson à miel pour une utilisation comme thé. Dans la méthode traditionnelle, les feuilles des arbustes sont récoltées, brisées (généralement par rouleau mécanique), et puis mises à sécher au soleil pour oxydation. 
La méthode moderne effectue l'oxydation en mettant les feuilles dans des cuves rotatives chauffées de 70 à 90 degrés Celsius, pendant deux à trois jours. Les feuilles sont ensuite séchées. 
Les feuilles sont alors tamisées et rangées en grade selon le calibre et l'utilisation :
- Extra fin (généralement utilisé en sachet de thé)
- Fin (sachet de thé ou thé en vrac)
- Corsé (généralement comme thé en vrac)

## Composants
Le Honeybush est pauvre en tanin (0,45 %). Parmi les principes actifs du Honeybush figurent :
- Isoflavones
- Flavones
- Acides cinnamiques
- Coumestans (en)
- Xanthones

## Liste d'espèces
Selon Catalogue of Life (8 juin 2013) :
- Cyclopia aurescens (sv)
- Cyclopia bolusii (sv)
- Cyclopia bowieana (sv)
- Cyclopia burtonii (sv)
- Cyclopia buxifolia (sv)
- Cyclopia capensis (sv)
- Cyclopia dregeana (sv)
- Cyclopia falcata (sv)
- Cyclopia filiformis (sv)
- Cyclopia galioides (sv)
- Cyclopia genistoides (sv)
- Cyclopia intermedia (sv)
- Cyclopia longiflora (sv)
- Cyclopia maculata (sv)
- Cyclopia meyeriana (sv)
- Cyclopia montana (sv)
- Cyclopia plicata (sv)
- Cyclopia pubescens (sv)
- Cyclopia sessiliflora (sv)

Selon NCBI (8 juin 2013) :
- Cyclopia alopecuroides (af)
- Cyclopia alpina (af)
- Cyclopia aurescens (sv)
- Cyclopia bolusii (sv)
- Cyclopia burtonii (sv)
- Cyclopia falcata (sv)
- Cyclopia galioides (sv)
- Cyclopia genistoides (sv)
- Cyclopia glabra (af)
- Cyclopia intermedia (sv)
- Cyclopia longifolia (af)
- Cyclopia maculata (sv)
- Cyclopia meyeriana (sv)
- Cyclopia plicata (sv)
- Cyclopia pubescens (sv)
- Cyclopia sessiliflora (sv)
- Cyclopia subternata (af)

Selon Tropicos (8 juin 2013) (attention liste brute contenant possiblement des synonymes) :
- Cyclopia alopecuroides (af) A.L. Schutte
- Cyclopia alpina (af) A.L. Schutte
- Cyclopia ashtonii Hofmeyr & E. Phillips
- Cyclopia aurea Fourc.
- Cyclopia aurescens (sv) Kies
- Cyclopia bolusii (sv) Hofmeyr & E. Phillips
- Cyclopia bowieana (sv) Harv.
- Cyclopia brachypoda Benth.
- Cyclopia burtonii (sv) Hofmeyr & E. Phillips
- Cyclopia buxifolia (sv) (Burm. f.) Kies
- Cyclopia capensis (sv) T.M. Salter
- Cyclopia cordifolia Benth.
- Cyclopia dregeana (sv) Kies
- Cyclopia elata Sweet
- Cyclopia falcata (sv) (Harv.) Kies
- Cyclopia filiformis (sv) Kies
- Cyclopia galioides (sv) (Bergius) DC.
- Cyclopia genistoides (sv) R. Br.
- Cyclopia glabra (af) (Hofmeyr & E. Phillips) A.L. Schutte
- Cyclopia grandiflora A. DC.
- Cyclopia grandifolia Benth.
- Cyclopia heterophylla Eckl. & Zeyh.
- Cyclopia intermedia (sv) E. Mey.
- Cyclopia laricina E. Mey.
- Cyclopia latifolia (af) DC.
- Cyclopia laxiflora (af) Benth.
- Cyclopia longifolia (af) Vogel
- Cyclopia maculata (sv) (Andrews) Kies
- Cyclopia meyeriana (sv) Walp.
- Cyclopia montana (sv) Hofmeyr & E. Phillips
- Cyclopia plicata (sv) Kies
- Cyclopia pubescens (sv) Eckl. & Zeyh.
- Cyclopia sessiliflora (sv) E. Mey.
- Cyclopia squamosa (af) A.L. Schutte
- Cyclopia subternata (af) Vogel
- Cyclopia tenuifolia Lehm.
- Cyclopia teretifolia Eckl. & Zeyh.
- Cyclopia ternata Sweet
- Cyclopia triphylla Sweet
- Cyclopia vogelii Harv.